# NGC 6077
NGC 6077 ist eine 13,8 mag helle elliptische Radiogalaxie vom Hubble-Typ E1 im Sternbild Nördliche Krone. Sie ist schätzungsweise 434 Millionen Lichtjahre von der Milchstraße entfernt und hat einen Durchmesser von etwa 155.000 Lichtjahren.
Im selben Himmelsareal befinden sich u. a. die Galaxien NGC 6076 und NGC 6096.
Das Objekt wurde am 24. Juni 1864 von Albert Marth entdeckt.